# Manchester Withington (circonscription britannique)

Manchester Withington dans le Grand Manchester.

La circonscription de Manchester Withington est une circonscription électorale anglaise située dans le Grand Manchester et représentée à la Chambre des communes du Parlement britannique.